# Enrico Fabris
Enrico Fabris (ur. 5 października 1981 w Asiago) – włoski łyżwiarz szybki, trzykrotny medalista olimpijski oraz wielokrotny medalista mistrzostw świata i Europy.

## Kariera
Pierwszy sukces w karierze Enrico Fabris osiągnął w 2005 roku, kiedy wspólnie z Ippolito Sanfratello i Matteo Anesim zdobył srebrny medal srebrny medal w biegu drużynowym podczas mistrzostw świata na dystansach w Inzell. Na tej samej imprezie był też czwarty w biegu na 5000 m, przegrywając walkę o medal z Holendrem Carlem Verheijenem. Na rozgrywanych rok później igrzyskach olimpijskich w Turynie zdobył brązowy medal na dystansie 5000 m, przegrywając tylko z Chadem Hedrickiem z USA i Svenem Kramerem z Holandii. Był to pierwszy w historii medal dla Włoch w łyżwiarstwie szybkim. Pięć dni później, wspólnie z Sanfratello, Anesim i Stefano Donagrandim wywalczył drużynowo pierwszy złoty medal dla Włoch. Na tych igrzyskach Fabris wygrał też bieg na 1500 m, stając się pierwszym w historii włoskim indywidualnym mistrzem olimpijskim w łyżwiarstwie szybkim. Z czasem 1:45,97 min Fabris pokonał faworyzowanych Amerykanów Shaniego Davisa i Chada Hedricka. W 2006 roku Włoch zdobył też srebrny medal podczas mistrzostw świata w wieloboju w Calgary.
Kolejne trzy medale zdobył w 2007 roku. Najpierw zajął drugie miejsce w biegu na 5000 m na mistrzostwach świata na dystansach w Salt Lake City, ulegając tylko Kramerowi. Następnie zajmował drugie miejsca na mistrzostwach świata w wieloboju w Heerenveen i mistrzostwach Europy w wieloboju w Collalbo. Zdobył też złote medale na 1000 i 5000 m podczas uniwersjady w Turynie. Podczas mistrzostw świata na dystansach w Nagano w 2008 roku zdobywał srebrne medale w drużynie oraz biegach na 5000 i 10 000 m, w których zwyciężył Sven Kramer.
Zdobył również brązowy medal na mistrzostwach świata w wieloboju w Hamar w 2009 roku, plasując się za Kramerem i Håvardem Bøkko z Norwegii. Blisko podium był podczas mistrzostw świata na dystansach w Richmond, gdzie był czwarty na 5000 m, przegrywając walkę o medal z Trevorem Marsicano z USA. Czwarte miejsce zajął także w biegu drużynowym. W 2010 roku brał udział w igrzyskach olimpijskich w Vancouver, gdzie indywidualnie był siódmy na 5000 m i dziesiąty na 1500 m, a w drużynie zajął szóstą pozycję. Ostatni medal wywalczył na mistrzostwach Europy w wieloboju w Hamar w 2011 roku, gdzie przegrał tylko ze Svenem Kramerem.
Wielokrotnie stawał na podium zawodów Pucharu Świata, odnosząc przy tym osiem zwycięstw. W sezonie 2006/2007 był drugi, a w sezonie 2005/2006 trzeci w klasyfikacji końcowej na 1500 m. Ponadto w sezonach 2006/2007 i 2007/2008 zajmował trzecie miejsce w klasyfikacji PŚ na 5000 m/10 000 m. W latach 2003–2011 dziewięć razy z rzędu zdobywał wielobojowe mistrzostwo Włoch. W 2007 roku ustanowił rekord świata na 5000 m. W 2011 roku zakończył karierę.

## Osiągnięcia
- Igrzyska Olimpijskie
  - 2006
    -  Turyn – 5000 m – 
    -  Turyn – 1500 m – 
    -  Turyn – Drużynowy –
- Wielobojowe Mistrzostwa Świata
  - 2006
    -  Collalbo –
- Mistrzostwa Świata na dystansach
  - 2007
    -  Salt Lake City – 5000 m –
- Wielobojowe Mistrzostwa Europy
  - 2006
    -  Hamar – 

  - 2007
    -  Calgary –
- Zwycięstwa w Pucharze Świata
  -  Collalbo – 1000 m (14.03.04)
  -  Berlin – 1500 m (21.11.04)
  -  Turyn – 1500 m (11.12.05)
  -  Berlin – 1500 m (18.11.06)
  -  Moskwa – 10000 m (26.11.06)

## Rekordy życiowe
- 500 m: 35.99
- 1500 m: 1:44.02
- 5000 m: 6:10.23
- 10000 m: 13:10.60